# تضخيم متساوي الحرارة بواسطة مشرع دائري

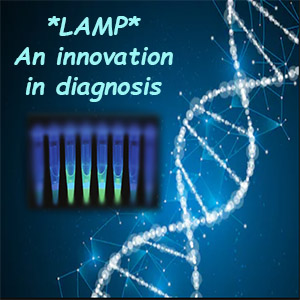

تضخيم متساوي الحرارة بواسطة مشرع دائري (LAMP) هي تقنية أحادية الأنبوب لتضخيم الحمض النووي الريبوزي منقوص الأكسجين. وبديل منخفض التكلفة لاكتشاف أمراض معينة. يجمع تضخيم متساوي الحرارة بوساطة حلقة النسخ العكسي [الإنجليزية]‏ (RT-LAMP) بين المصباح وخطوة النسخ العكسي للسماح باكتشاف الحمض النووي الريبوزي (RNA).